# Dudley Digges (acteur)
Pour le député du parlement anglais, voir Dudley Digges.
Dudley Digges est un acteur irlandais né le 9 juin 1879 à Dublin et décédé le 24 octobre 1947 à New York.
Il est à l'affiche d'une quarantaine de films entre 1929 et 1946. Il est l'époux de Maire Quinn, une militante républicaine irlandaise.

## Filmographie partielle
- 1931 : The Ruling Voice de Rowland V. Lee : Abner Sneed
- 1931 : Le Faucon maltais (The Maltese Falcon) de Roy Del Ruth : Casper Gutman
- 1932 : L'Honorable Monsieur Wong (The Hatchet Man), de William A. Wellman : Nog Hong Fah
- 1933 : L'Homme invisible (The Invisible Man) de James Whale : le chef des détectives
- 1933 : The Emperor Jones de Dudley Murphy : Smithers
- 1933 : Le Docteur Cornélius (Before Dawn) de Irving Pichel
- 1933 : The Narrow Corner d'Alfred E. Green
- 1934 : Cœur de tzigane (Caravan) de Erik Charell] : Administrateur
- 1934 : What Every Woman Knows de Gregory La Cava
- 1934 : Le Monde en marche (The World Moves On) de John Ford : M. Manning
- 1935 : La Malle de Singapour (China Seas) de Tay Garnett : M. Dawson
- 1935 : Les Révoltés du Bounty (Mutiny on the Bounty) de Frank Lloyd : Dr Bacchus
- 1935 : Un bienfait dangereux (Kind Lady) de George B. Seitz
- 1936 : L'Heure mystérieuse (The Unguarded Hour) de Sam Wood : Samuel Metford
- 1935 : Monseigneur le détective (The Bishop Misbehaves) de Ewald André Dupont
- 1936 : Le général est mort à l'aube (The General Died at Dawn) de Lewis Milestone : Mr. Wu
- 1939 : Raffles, gentleman cambrioleur  (Raffles) de Sam Wood : Inspecteur MacKenzie
- 1939 : La Lumière qui s'éteint (The Light That Failed) de William A. Wellman : The Nilghai
- 1940 : The Fight for Life de Pare Lorentz
- 1942 : Le Chevalier de la vengeance (Son of Fury: The Story of Benjamin Blake) de John Cromwell : Bartholomew Pratt